# Maria Taylor
Maria Diane Taylor (Birmingham, 21 maggio 1976) è una cantautrice e polistrumentista statunitense.

## Carriera
Maria Taylor è dai primi anni 2000 membro del duo Azure Ray insieme a Orenda Fink. In diverse occasioni e in numerosi album ha collaborato col gruppo Bright Eyes. Suona diversi strumenti, piano, chitarra e batteria, oltre che cantare e scrivere. Ha collaborato con artisti come Moby e Michael Stipe.
Il suo primo album da solista 11:11 è uscito nel maggio 2005 per la Saddle Creek Records.

## Discografia
Azure Ray
Solista
- 2005 - 11:11
- 2007 - Lynn Teeter Flower
- 2008 - Savannah Drive (con Andy LeMaster)
- 2009 - LadyLuck
- 2011 - Overlook
- 2013 - Something About Knowing
- 2016 - In the Next Life